# Star of the County Down

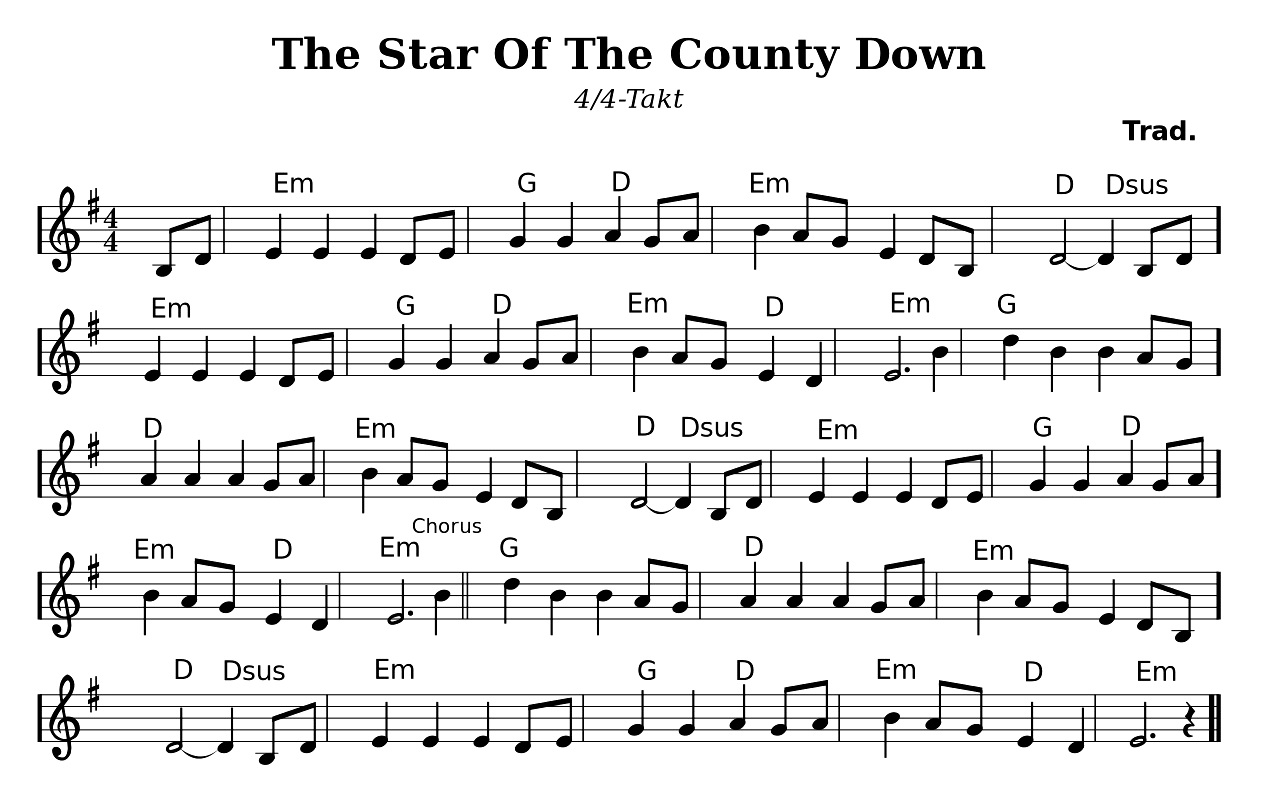
Spartito della ballata

Star of the County Down è una famosa ed antica ballata irlandese, ambientata nei pressi di Banbridge, nella Contea di Down, in Irlanda del Nord. Le parole sono state scritte da Cathal Garvey (1866-1927).
Al centro del testo vi è l'infatuazione di un giovane per Rose (o Rosie) McCann, chiamata la "stella della Contea di Down".
La ballata è stata interpretata da moltissimi musicisti e gruppi irlandesi, europei ed internazionali.

## Testo
Originale inglese
Near Banbridge town in the County Down

one morning last July,

from a boreen green came a sweet colleen

and she smiled as she passed me by.

She looked so sweet from her two bare feet

to the sheen of her nut-brown hair.

Such a coaxing elf, sure I shook myself

for so see I was really there.
Chorus
From Bantry Bay up to Derry Quay
and from Galway to Dublin town,
no maid I've seen like the brown colleen
that I met in the County Down.
As she onward sped, sure I scratched my head

and I looked with a feeling rare.

And I say, say's I, to a passer - by,

"Who's the maid with the nut-brown hair"?

He smiled at me and he say's, say's he,

"That's the gem of Ireland's crown.

Young Rosie McCann, from the banks of the Bann,

she's the star of the County Down."
Chorus
She'd soft brown eyes with a look so shy

and a smile like a rose in June.

And she sang so sweet what a lovely treat,

as she lilted an Irish tune.

At the Lambuth dance I was in the trance

As she whirled with the lads of the town.

And it broke my heart just to be apart,

From the star of the County Down.
Chorus
At the Harvest Fair she'll be surely there

and I'll dress in my Sunday clothes,

with my shoes shone bright and my hat cocked right

for a smile from my nut-brown rose.

No pipe I'll smoke, no horse I'll yoke

Till my plough it is rust - coloured brown.

Till a smiling bride, by my own fireside

sits the Star of the County Down
Chorus
Traduzione italiana
Vicino a Banbridge, nella Contea di Down

un mattino dello scorso luglio,

da una verde collina scese una dolce ragazza

e sorrise mentre mi passava accanto.

Sembrava così dolce, dai suoi piedi nudi

fino alla punta dei suoi capelli nocciola.

Che elfa affascinante, sicuramente mi riscossi

per essere sicuro di essere davvero lì.
Rit.
Dalla Baia di Bantry fino ai moli di Derry
e da Galway a Dublino,
nessuna fanciulla ho mai visto come la ragazza castana
che ho incontrato nella Contea di Down.
Mentre si allontanava mi grattai il capo

guardandola pieno di un sentimento raro.

E chiesi, chiesi a un passante

"Chi è quella fanciulla castana?"

Mi sorrise e mi disse, mi rispose,

"È la gemma della corona d'Irlanda.

La giovane Rosie McCann, dalle rive del Bann,

è la stella della Contea di Down."
Rit.
Aveva dolci occhi marroni con uno sguardo così timido

e un sorriso come una rosa nel mese di giugno.

E ha cantato così dolcemente che bella sorpresa,

mentre ha intonato una melodia irlandese.

Al ballo di Lambuth ero in trance

Mentre volteggiava con i ragazzi della città.

E si è spezzato il mio cuore solo per esserne separato,

Dalla stella della contea di Down.
Rit.
Alla Fiera del Raccolto lei ci sarà di certo,

e indosserò i miei vestiti della domenica,

Con le scarpe lucide e il cappello in ordine

strapperò un sorriso alla mia rosa castana.

Non fumerò la pipa e non metterò nessun cavallo al giogo

finché il mio aratro non sarà marrone di ruggine.

Finché la fanciulla sorridente, la Stella della Contea di Down,

Non siederà al mio focolare.
Rit.